# Vékény
Vékény è un comune dell'Ungheria di 150 abitanti (dati 2001) situato nella contea di Baranya, regione Transdanubio Meridionale